# 輸入許可手続に関する協定
輸入許可手続に関する協定（ゆにゅうきょかてつづきにかんするきょうてい、Agreement on Import Licensing、通称ライセンシング協定、ライセンシングコード）は、東京ラウンドにおいて1979年に輸入許可手続に関する協定として合意し、ウルグアイラウンドにおいて1994年に改定が合意されて、1995年に世界貿易機関を設立するマラケシュ協定（WTO設立協定）に包含した輸入許可手続に関する条約である。日本法においては、国会承認を経た「条約」であるWTO設立協定（日本国政府による法令番号は、平成6年条約第15号）の一部として扱われる。

## 概要
ライセンシング協定は、WTO協定の附属書1Aに属する一括受託協定であり、加盟国全てに対して、行政手続の簡素化、及び手続の公正な運用を確保することにより、各国の輸入許可手続が不必要な貿易阻害にならないようすることを目的としている。